# Camelford
Camelford es una localidad situada en el condado de Cornualles, en Inglaterra (Reino Unido), con una población en 2016 de 2608 habitantes.
Se encuentra ubicada al oeste de la península del Suroeste, cerca de la orilla del canal de Bristol (océano Atlántico).